# Sobralia gloriosa
Sobralia gloriosa är en orkidéart som beskrevs av Heinrich Gustav Reichenbach. Sobralia gloriosa ingår i släktet Sobralia och familjen orkidéer.
Artens utbredningsområde är Ecuador. Inga underarter finns listade i Catalogue of Life.